# Dancer and the Moon
Dancer and the Moon è il nono album discografico in studio del gruppo musicale new age Blackmore's Night, pubblicato nel 2013.

## Tracce
1. I Think It's Going to Rain Today – 3:54
2. Troika – 3:30
3. The Last Leaf – 4:05
4. Lady in Black (Uriah Heep cover) – 5:48
5. Minstrels in the Hall – 2:38
6. The Temple of the King (Rainbow cover) – 4:26
7. Dancer and the Moon – 4:55
8. Galliard – 2:00
9. The Ashgrove – 2:21
10. Somewhere Over the Sea (The Moon is Shining) – 4:07
11. The Moon Is Shining (Somewhere Over the Sea) – 6:19
12. The Spinner's Tale – 3:30
13. Carry On… Jon – 5:37

## Formazione
- Ritchie Blackmore - chitarra, mandolino, basso, strumenti vari
- Candice Night - voce, strumenti vari
- Pat Regan - tastiere, produzione